# Nicole Duplaix
 (avril 2025).
Nicole Duplaix (née en 1943) est une zoologiste, écologiste, enseignante et photographe franco-américaine spécialisée dans l'étude des loutres.

## Biographie
Duplaix commence à travailler avec les loutres alors qu'elle est bénévole au zoo du Bronx. Elle obtient sa maîtrise à l'université de Paris en 1966 et 1968. Elle étudie ensuite les loutres géantes en Amérique du Sud. Pendant deux ans, dans le cadre de cette étude, elle réussit à identifier 249 individus différents. Elle aide également les autorités du Suriname à apprendre comment préserver les loutres géantes, bien qu'elles soient encore aujourd'hui en danger dans ce pays et dans le reste de l'Amérique du Sud [source non fiable ?].
Elle retourne ensuite à l'université de Paris pour terminer son doctorat. Sa thèse de 1980 porte sur les loutres géantes de la crique Kaboeri au Suriname et sur la phylogénie des treize espèces de loutres. Elle est également cofondatrice de TRAFFIC en 1973 qui surveille le commerce des espèces sauvages dans le monde entier. Il existe aujourd'hui plus de seize bureaux TRAFFIC dans le monde, qui jouent un rôle majeur dans la documentation et la réduction du commerce illégal d'animaux. En 1974, elle crée le Groupe de spécialistes de la loutre de l'UICN-SSC pour l'Union internationale pour la conservation de la nature. Aujourd'hui, le Groupe compte plus de 300 membres qui se consacrent à la conservation mondiale de la loutre.
Duplaix vit dans l'Oregon et est professeure principal au département de la pêche et de la faune sauvage de l'Oregon State University.